# 路安鹽層
路安鹽層（英語：Louann Salt）是一個分佈很廣蒸發岩地層，它是在侏羅紀中期的 卡洛偉岸（Callovian） 期間形成於墨西哥灣。 路安鹽層 當初是沉積在一個裂谷中，早期的墨西哥灣是南美和北美兩板塊從太平洋分開時的裂谷海灣。 路安鹽層就沉積在海灣的北部，分佈於從德克薩斯州到佛羅里達州的墨西哥灣北部海岸的大部分地區，並延伸到密西西比州、路易斯安那州和德克薩斯州的沿海平原的大片區域之下。坎佩切鹽層（Campeche salt）或地峽鹽層（Isthmain alt）是在裂谷海灣南緣發育的同期鹽層 。1901 年得克薩斯州博蒙特（Beaumont）附近發現的 Spindletop 油田就是屬路安鹽層上的眾多鹽丘之一 。